# Contea di Sublette
La contea di Sublette (in inglese Sublette County) è una contea dello Stato del Wyoming, negli Stati Uniti. La popolazione al censimento del 2000 era di 5 920 abitanti. Il capoluogo di contea è Pinedale.

## Geografia
La contea si trova nella parte occidentale dello Stato. Il Wind River Range si erge da nord a sud sul confine est della contea, mentre il Wyoming Range si estende a ovest. La parte centrale della contea è una valle. La contea ospita più di 1300 laghi.
Tra le aree protette ci sono la foresta nazionale di Shoshone e la foresta nazionale di Bridger-Teton.

### Contee confinanti
- Contea di Fremont – est
- Contea di Sweetwater – sud-est
- Contea di Lincoln – sud-ovest
- Contea di Teton - nord-ovest

## Storia
La contea di Sublette è la contea più giovane dello Stato. Fu creata nel 1921 da parti delle contee di Lincoln e Fremont e deve il suo nome all'esploratore William Sublette.

## Comuni

### Towns
- Big Piney
- Marbleton
- Pinedale (capoluogo)

### Census-designated places
- Bondurant
- Boulder
- Cora
- Daniel